# توماس دي جيندت
توماس دي جيندت (بالفرنسية: Thomas De Gendt)‏ مواليد 6 نوفمبر 1986 في فلاندر الشرقية، بلجيكا، هو دراج بلجيكي في صنف سباق الدراجات على الطريق.

## سجل النتائج

### سباقات أو مراحل فاز بها
| التاريخ        | السباق                                 | المركز                                       |
| -------------- | -------------------------------------- | -------------------------------------------- |
| 29 أغسطس 2007  | 2007 Stadsprijs Geraardsbergen         |                                              |
| 01 يناير 2008  | 2008 Nafarroako Itzulia                | الخامس في التصنيف العام                      |
| 01 يناير 2008  | تريبتيك ديس مونتس إت شاتيوكس 2008      |                                              |
| 11 مايو 2008   | سيركيت دي والونيا 2008                 |                                              |
| 24 يونيو 2009  | كأس جونغ مار موديج لركوب الدراجات 2009 | الأول في التصنيف العام                       |
| 29 يوليو 2009  | طواف الوني 2009                        | العاشر في التصنيف العام                      |
| 21 فبراير 2010 | طواف الغارف 2010                       | الثاني في تصنيف الجبال                       |
| 14 أبريل 2010  | برابانتس بييل 2010                     |                                              |
| 20 يونيو 2010  | ستير إليكتروير 2010                    |                                              |
| 24 أغسطس 2010  | طواف إينكو 2010                        | الثامن في تصنيف النقاط                       |
| 23 يناير 2011  | داون أندر 2011                         | الثالث في تصنيف النقاط                       |
| 24 أبريل 2011  | لييج-باستون-لييج 2011                  |                                              |
| 24 يوليو 2012  | 2012 Natourcriterium Roeselare         |                                              |
| 03 نوفمبر 2012 | سباق أمستل كوراساو 2012                |                                              |
| 15 مارس 2015   | باريس-نيس 2015                         | الأول في تصنيف الجبال                        |
| 27 مارس 2016   | فولتا كاتالونيا 2016                   | الأول في تصنيف الجبال                        |
| 22 يناير 2017  | داون أندر 2017                         | الأول في تصنيف الجبال                        |
| 11 مارس 2018   | باريس-نيس 2018                         | الأول في تصنيف الجبال                        |
| 29 أبريل 2018  | طواف روماندي 2018                      | الأول في تصنيف الجبال، الأول في تصنيف النقاط |
| 16 سبتمبر 2018 | طواف إسبانيا 2018                      | الأول في تصنيف الجبال                        |
| 17 مارس 2019   | باريس-نايس 2019                        | الأول في تصنيف الجبال                        |
| 31 مارس 2019   | فولتا كاتالونيا 2019                   | الأول في تصنيف الجبال                        |
| 30 يوليو 2019  | 2019 Natourcriterium Roeselare         |                                              |

### المراكز
- حقق المركز الـ 3 في طواف إيطاليا 2012

## روابط خارجية
- توماس دي جيندت على موقع الاتحاد الدولي للدراجات (الإنجليزية)
- توماس دي جيندت على موقع أرشيف الدراجات (الإنجليزية)
- توماس دي جيندت على موقع إحصائيات الدراجات الإحترافية (الإنجليزية)
- توماس دي جيندت على موقع نسبة الدراجات (الإنجليزية)
- توماس دي جيندت على موقع CycleBase (الإنجليزية)